# Ernesto Álvarez Miranda
Ernesto Julio Álvarez Miranda (Lima, 21 de mayo de 1961) es un abogado, constitucionalista, profesor universitario y político peruano. Fue magistrado del Tribunal Constitucional entre 2007 y 2014, ejerciendo la presidencia del Tribunal durante el año 2012. Actualmente, es miembro del Partido Popular Cristiano.
Es columnista de los periódicos conservadores Expreso y El Montonero.

## Biografía
Nació en Lima, el 21 de mayo de 1961.
Realizó sus estudios primarios y secundarios en el Colegio San Agustín, completando los tres últimos años en el Colegio Militar Leoncio Prado.
Es egresado de la Universidad de San Martín de Porres donde estudió la carrera de Derecho. Es Doctor en Derecho por la Universidad de San Martín de Porres, así como especialista en Derecho Político por la Universidad de Navarra.
Es miembro del Colegio de Abogados de Lima y fue secretario de la facultad de Derecho de la Universidad de San Martín de Porres (1997-2003), coordinador académico del doctorado de Derecho (2004-2006), director del Instituto de Investigaciones Jurídicas y del Centro de Estudios Constitucionales de la USMP.
Ha ejercido también como docente de la Universidad de San Martín de Porres, Universidad Peruana de Ciencias Aplicadas, Universidad Peruana Los Andes, y de la Universidad Femenina del Sagrado Corazón.
Actualmente se desempeña como Decano de la Facultad de Derecho de la Universidad San Martin de Porres; también es Presidente del Tribunal de Honor de la Asociación Peruana de Derecho Constitucional.  

## Carrera política
Es miembro del Partido Popular Cristiano desde 1984 con intervalos por pérdida del registro y su postulación al TC. Secretario de Juventudes de Miraflores (1984) y de Lima (1985).  

### Tribunal Constitucional
En 2007, fue presentado por la bancada de Unidad Nacional como su candidato al Tribunal Constitucional. Álvarez resultó elegido magistrado. Se caracterizó por oponerse a lineamientos izquierdistas de la jurisprudencia anterior, por sus posiciones socialcristianas conservadoras. 
En enero del 2012, Álvarez fue elegido como presidente Tribunal Constitucional en reemplazo de Carlos Mesía.
Fue ponente de sentencia emblemáticas como las referidas a la aplicación del Convenio OIT 169 Consulta Previa no Obligatoria;  "Crucifijos"; "Señor de los Milagros"; "Toros II" y de la sentencia Conga que estableció los criterios para la constitucionalidad de un proyecto extractivo.[cita requerida] En 2012 lideró el enfrentamiento institucional contra el Poder Judicial presidido por el juez supremo Cesar San Martín sobre los alcances del amparo consticuional contra resoluciones judiciales.[cita requerida]
En 2014, generó polémica cuando, junto con los magistrados Carlos Mesía y Gerardo Eto Cruz, anularon el nombramiento de dos fiscales supremas y designaron al postulante Mateo Castañeda como nuevo fiscal supremo, luego de un largo enfrentamiento institucional con el CNM que anuló el concurso público sin fundamento jurídico.

### Actividad política posterior
Para las elecciones generales del 2016, como militante del PPC, formó parte del equipo de Plan de Gobierno de la Alianza Popular liderada por Alan García Pérez.
Tiene continua presencia en prensa por su columna semanal en el diario Expreso y otros medios de comunicación.
En julio de 2023, durante el gobierno de Dina Boluarte, en el marco de la propuesta de adelanto de elecciones generales de Perú de 2026 a 2024, fue nombrado por el premier Alberto Otárola como miembro de una Comisión Consultiva de abogados destinada a asesorar a la presidenta en materia constitucional. Esto generó polémica debido a que Álvarez fue crítico de Boluarte cuando esta era la vicepresidenta de Pedro Castillo.[cita requerida]
Actualmente es Presidente del Consejo Consultivo del PPC.